# Richtersia iberica
Richtersia iberica is een rondwormensoort uit de familie van de Selachinematidae.